# Сан Пјетро (Беневенто)
Сан Пјетро је насеље у Италији у округу Беневенто, региону Кампанија.
Према процени из 2011. у насељу је живело 241 становника. Насеље се налази на надморској висини од 94 м.